# Sarah Calvert
Sarah Calvert (* 29. Juni 2001) ist eine britische Leichtathletin, die sich auf den Mittelstreckenlauf spezialisiert hat.

## Sportliche Laufbahn
Erste internationale Erfahrungen sammelte Sarah Calvert im Jahr 2019, als sie bei den U20-Europameisterschaften in Borås in 2:05,68 min den siebten Platz im 800-Meter-Lauf belegte. 2023 gelangte sie bei den U23-Europameisterschaften in Espoo mit 4:15,03 min auf den zehnten Platz über 1500 Meter und 2025 gewann sie bei den World University Games in Bochum in 4:20,18 min die Silbermedaille im 1500-Meter-Lauf hinter der Schweizerin Joceline Wind.
2025 wurde Calvert britische Meisterin im 1500-Meter-Lauf.

## Persönliche Bestzeiten
- 800 Meter: 2:00,32 min, 14. Juni 2025 in Wien
- 1500 Meter: 4:08,14 min, 12. Juli 2025 in Watford
- Meile: 4:28,40 min, 26. August 2023 in Stirling